# كاثرين كروفورد
كاثرين كروفورد (بالإنجليزية: Kathryn Crawford)‏ هي ممثلة أمريكية، ولدت في 5 أكتوبر 1908، وتوفيت في 7 ديسمبر 1980 بسبب سرطان.

## وصلات خارجية
- كاثرين كروفورد على موقع IMDb (الإنجليزية)
- كاثرين كروفورد على موقع قاعدة بيانات برودواي على الإنترنت (الإنجليزية)
- كاثرين كروفورد على موقع قاعدة بيانات الفيلم (الإنجليزية)